# August Habich

August Habich (1912)

August Habich (* 8. Januar 1869 in Östringen; † unbekannt) war ein deutscher Radrennfahrer und Unternehmer.
Erst im Alter von 20 Jahren erlernte August Habich das Radfahren. Drei Jahre später startete er zu seinem ersten Straßenrennen und siegte. Im August 1892 gewann er die Meisterschaft der Allgemeinen Radfahrer-Union über 7500 Meter. Habich war weiterhin Amateur, doch 1894 wurde er, da er offensichtlich bei Bahnrennen Geldpreise angenommen hatte, vom Deutschen Radfahrerbund mit einem Startverbot bei Amateurrennen belegt und zum Berufsfahrer erklärt. In den folgenden Jahren gehörte er zu den besten und beliebtesten Fliegern Deutschlands. Mit seinen Partnern Paul Mündner und (?) Beckers galt er lange Zeit auf dem Tandem als nahezu unschlagbar. 1896 wurde er Dritter der deutschen Meisterschaft im Sprint.
1896 wurde der Deutsche Rennfahrerverband (DRV), eine Interessenvertretung der Berufsfahrer, gegründet und Habich sein Vorsitzender, später Ehrenvorsitzender.
Nach Beendigung seiner Radsportlaufbahn im Herbst 1899 gründete der ausgebildete Kaufmann Habich in Kaiserslautern einen florierenden Handel für Fahrradteile, der als August Habich GmbH & Co. KG bis in die 1970er Jahre existierte.